# Clubgevoel
De term clubgevoel wordt gebruikt om de individuele band die leden voelen met hun club aan te duiden. Met de club wordt dan vaak een vereniging of ledenorganisatie bedoeld in de politiek, cultuur of sport.
Het begrip 'clubgevoel van leden' wordt vooral gebruikt binnen sportverenigingen. Uit onderzoek binnen sportverenigingen is gebleken, dat clubgevoel een multidimensionaal concept is dat verwijst naar
1. de individuele participatie in sport of andere activiteiten van de club
2. de relevantie van de club voor leden
3. de sociale wereld (sociaal netwerk) van leden binnen de club

Dit clubgevoel ontstaat als leden plezier hebben in de sport en andere activiteiten, maar ook de service en ondersteuning van de club positief beoordelen en sociale verbinding hebben met andere leden, door contacten, ontmoetingen en conversaties.
Clubgevoel is van waarde voor verenigingen: het maakt dat leden zich willen inzetten voor de club en langer willen blijven. Ook heeft het positieve effecten voor leden zelf (plezier in sport, gezondheid en sociale verbondenheid) en voor de maatschappij (stimulering van sociale cohesie, ontwikkeling van gezonde leefstijl en de vorming van learning communities waarin leden van elkaar leren).  
We zien het gebruik van ‘clubgevoel’ ook wel in andere sportcontexten, zoals in commerciële organisaties (bijvoorbeeld in de fitnesswereld) of onder supporters in de sport (voetbalfans). Dan wordt ook wordt verwezen naar de verbondenheid die consumenten of fans kunnen ervaren, vergelijkbaar met het clubgevoel van leden van ledenorganisaties zoals sportverenigingen, maar onduidelijk is of het hier om dezelfde betekenis gaat.